# Merismella gracilenta
Merismella gracilenta är en svampart som beskrevs av Syd. 1927. Merismella gracilenta ingår i släktet Merismella och familjen Chaetothyriaceae.   Inga underarter finns listade i Catalogue of Life.